# Buddhistické útočiště
Buddhistické útočiště (tibetsky skyabs-'gro), je podle učení Buddhy zaměření své mysli na hodnoty, kterým lze důvěřovat. Přijetí buddhistického útočiště je prvním formálním krokem na cestě buddhismu.
Člověk přijímá útočiště u:
- buddhy – původně přímo u Buddhy Gautamy, nyní chápáno jako hledání útočiště u nejvyššího buddhistického cíle, tj. stavu osvícení,
- dharmy – u (buddhistického) učení, tj. u duchovní cesty,
- sanghy – původně u společenství probuzených Buddhových žáků, nyní často chápáno jako útočiště u komunity praktikujících – přátel na cestě.

Buddha, dharma a sangha jsou společně pojmenovány jako Tři klenoty a jsou útočištěm u všech buddhistických směrů a škol.

## Přijetí útočiště
Jako přijetí Trojího útočiště u tří klenotů jsou v buddhistické tradici odříkávány verše.

### Théraváda
V théravádové tradici jsou odříkávány mnichy i laiky následující verše:
v sanskrtu - स्थविरवाद (Sthaviravāda)
| बुद्धं शरणं गच्छामि। धम्मं शरणं गच्छामि। संघं शरणं गच्छामि। Buddhaṃ śaraṇaṃ gacchāmi. Dharmaṃ śaraṇaṃ gacchāmi. Saṃghaṃ śaraṇaṃ gacchāmi. |

v páli (Tisarana)
| - Buddham saranam gaččhámi Utíkám se k Buddhovi jako svému útočišti - Dhammam saranam gaččhámi Utíkám se k Dhammě jako svému útočišti - Sangham saranam gaččhámi Utíkám se k Sangze jako svému útočišti - Dutijam pi Buddham saranam gaččhámi Podruhé se utíkám k Buddhovi jako svému útočišti - Dutijam pi Dhammam saranam gaččhámi Podruhé se utíkám k Dhammě jako svému útočišti - Dutijam pi Sangham saranam gaččhámi Podruhé se utíkám k Sangze jako svému útočišti - Tatijam pi Buddham saranam gaččhámi Potřetí se utíkám k Buddhovi jako svému útočišti - Tatijam pi Dhammam saranam gaččhámi Potřetí se utíkám k Dhammě jako svému útočišti - Tatijam pi Sangham saranam gaččhámi Potřetí se utíkám k Sangze jako svému útočišti |

### Vadžrajána
V tibetském buddhismu vadžrajány jsou odříkávány mnichy i laiky následující verše:
tibetsky (skyabs-'gro)
| - སངས་རྒྱས་ཆོས་དང་ཚོགས་ཀྱི་མཆོག་རྣམས་ལ། Sang-gye cho-dang tsog-kyi cho-nam-la V Buddhovi, Dharmě a Sangze. - བྱང་ཆུབ་བར་དུ་བདག་ནི་སྐྱབས་སུ་མཆི། Jang-chub bar-du dag-ni kyab-su-chi Přijímám útočiště, dokud nedosáhnu osvícení. - བདག་གིས་སྦྱིན་སོགས་བགྱིྱིས་པའི་བསོད་ནམས་ཀྱིས། Dag-gi jin-sog gyi-pe so-nam-kyi Abych díky zásluze štědrosti a dalších páramit. - འགྲྲོ་ལ་ཕན་ཕྱིར་སངས་རྒྱས་འགྲྲུབ་པར་ཤོག །། Dro-la pan-chir sang-gye drub-par-shog Dosáhl stavu Buddhy, pro dobro všech bytostí. |

### Mahájána
V mahájánovém buddhismu jsou odříkávány následující verše:
čínsky
| 自皈依佛，當願眾生，體解大道，發無上心。 自皈依法，當願眾生，深入經藏，智慧如海。 自皈依僧，當願眾生，統理大眾，一切無礙。 |

## Přidané útočiště Vadžrajány
Praktikující vadžrajány přijímají dodatečně ještě i útočiště Tří kořenů, nazývaných lama, jidam a ochránce. Ty jsou zdrojem požehnání, inspirace a ochrany na cestě. V tomto případě může buddhistické útočiště předat pouze zkušený lama, který žáka touto ceremonií provází. Součásti přijetí útočiště je také předání buddhistického dharmového jména.